# 科蒙 (热尔省)
科蒙（法語：Caumont，法語發音：[komɔ̃]）是法国热尔省的一个市镇，属于米朗德区。

## 地理
科蒙（43°41'29"N, 0°6'15"W）面积7.15 平方千米，位于法国奧克西塔尼大區热尔省，该省份为法国西南部内陆省份，北起顺时针与洛特-加龙省、塔恩-加龙省、上加龙省、上比利牛斯省、大西洋比利牛斯省和朗德省接壤。
与科蒙接壤的市镇（或旧市镇、城区）包括：勒兰-拉皮若勒、莫利谢尔、圣热尔梅、圣格里耶德、圣马丹达马尼亚克、塔尔萨克。

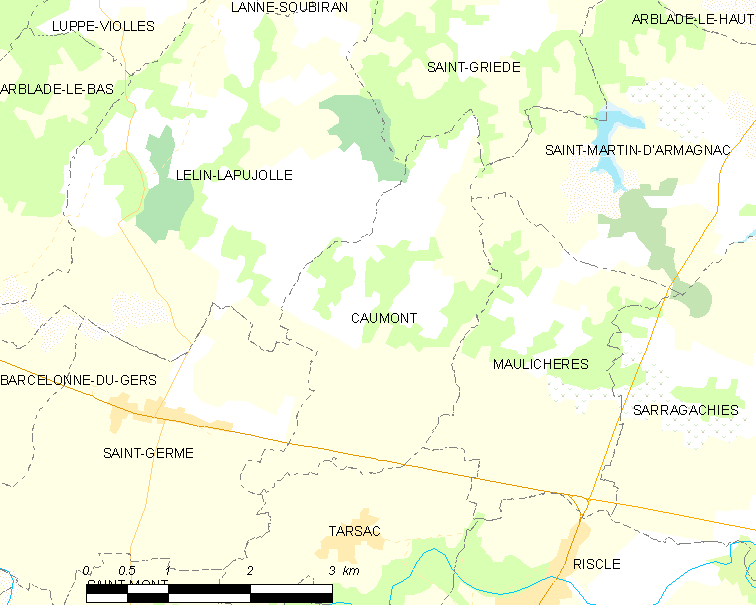
的OSM定位图

科蒙的时区为UTC+01:00、UTC+02:00（夏令时）。

## 行政
科蒙的邮政编码为32400，INSEE市镇编码为32093。

## 政治
科蒙所属的省级选区为热尔阿杜尔县。

## 人口

1962-2008年间人口变化图示

科蒙于2022年1月1日时的人口数量为103人。